# Galileo Bonaiuti
Galileo Bonaiuti (Firenze, 1370 circa – Firenze, 1450 circa) è stato un medico italiano.

## Biografia
Esercitò la professione di medico nella Firenze del Quattrocento e insegnò all'Università di Firenze. Ricoprì, inoltre, importanti cariche pubbliche a Firenze . Alla sua morte fu sepolto nella Basilica di Santa Croce: all'incirca a metà strada fra le tombe di Michelangelo e di Galileo (suo discendente) si può notare la lapide con l'iscrizione Magister Galileus de Galileis, olim Bonaiutis. Si può dunque dedurre che il nome 'Galilei' cominciò ad imporsi sulla famiglia 'Bonaiuti' (o 'Buonaiuti') nella seconda metà del Trecento. Probabilmente Vincenzo Galilei, padre del noto scienziato pisano, diede il nome Galileo al suo primogenito in onore dell'avo.